# Quod tibi deerit, a te ipso mutuare
Quod tibi deerit, a te ipso mutuare è una locuzione latina che significa «Ciò che ti manca prendilo in prestito da te stesso».
Il passo ci è pervenuto tramite una citazione di Seneca nel De beneficiis con esplicita attribuzione a Catone, e viene considerato dal Jordan come il frammento 13 dei Libri ad Marcum filium.
Seneca riprende il calco del passo catoniano anche nell'epistola 119.